# Morten Fevang
Morten Fevang (Sandefjord, 6 maart 1975) is een voormalig Noors voetballer (middenvelder) die onder meer voor Odd Grenland speelde. Op 25 mei 2009 speelde Fevang een interland voor de Noorse nationale ploeg. Het was een kwalificatiewedstrijd tegen Nederland (0-2 verlies) voor het WK voetbal 2010.

## Erelijst
Odd Grenland
- Noorse beker

2000
- 1. divisjon

2008